# Paludi di Capo Feto e Margi Spanò
Paludi di Capo Feto e Margi Spanò este o arie protejată (arie specială de conservare — SAC, sit de importanță comunitară — SCI, arie de protecție specială avifaunistică — SPA) din Italia întinsă pe o suprafață de 350 ha, integral pe uscat.

## Localizare
Centrul sitului Paludi di Capo Feto e Margi Spanò este situat la coordonatele 37°41′21″N 12°29′52″E / 37.689167°N 12.497778°E.

## Înființare
Situl Paludi di Capo Feto e Margi Spanò a fost declarat arie de protecție specială avifaunistică în martie 1995 pentru a proteja 51 de specii de animale. Alte tipuri de protecție:
- sit de importanță comunitară (în septembrie 1995)
- arie specială de conservare (în martie 2017)[2][4][5]

## Biodiversitate
Situată în ecoregiunea mediteraneană, aria protejată conține 14 habitate naturale: Pseudostepă cu ierburi și specii anuale de Thero-Brachypodietea, Lagune de coastă, Vegetație anuală la limita mareei, Stepe sărăturate mediteraneene (Limonietalia), Recifuri, Tufărișuri termo-mediteraneene și de pre-deșert, Pășuni mediteraneene udate de apa mării (Juncetalia maritimi), Dune mobile de-a lungul țărmului cu Ammophila arenaria („dune albe”), Dune de pe litoral fixate cu Crucianellion maritimae, Tufărișuri halofile mediteraneene și termo-atlantice (Sarcocornetea fruticosi), Dune cu vegetație ierboasă Malcolmietalia, Faleze cu vegetație de Limonium spp. endemic de pe coastele mediteraneene, Salicornia și alte specii anuale care populează regiunile mlăștinoase și nisipoase, Dune mobile cu vegetație embrionară.
La baza desemnării sitului se află mai multe specii protejate:
- păsări (49): pescăruș albastru (Alcedo atthis), egretă mare (Ardea alba), stârc roșu (Ardea purpurea), stârc galben (Ardeola ralloides), ciuf de câmp (Asio flammeus), rață roșie (Aythya nyroca), buhai de baltă (Botaurus stellaris), pasărea ogorului (Burhinus oedicnemus), ciocârlie-cu-degete-scurte (Calandrella brachydactyla), bătăuș (Calidris pugnax), prundăraș de sărătură (Charadrius alexandrinus), chirighiță neagră (Chlidonias niger), erete de stuf (Circus aeruginosus), erete vânăt (Circus cyaneus), erete cenușiu (Circus pygargus), cristeiul de câmp (Crex crex), egretă mică (Egretta garzetta), șoim de iarnă (Falco columbarius), șoim călător (Falco peregrinus), becațină comună (Gallinago gallinago), Gallinago media, pescăriță râzătoare (Gelochelidon nilotica), ciovlica roșcată (Glareola pratincola), cocor (Grus grus), piciorong (Himantopus himantopus), stârc pitic (Ixobrychus minutus), sfrâncioc cu cap roșu (Lanius senator), Larus genei, pescăruș-cu-cap-negru (Larus melanocephalus), becațină mică (Lymnocryptes minimus), Marmaronetta angustirostris, gaia neagră (Milvus migrans), stârc de noapte (Nycticorax nycticorax), vultur pescar (Pandion haliaetus), viespar (Pernis apivorus), Phalacrocorax aristotelis desmarestii, Phoenicopterus ruber, lopătar (Platalea leucorodia), țigănuș (Plegadis falcinellus), ploier auriu (Pluvialis apricaria), cresteț pestriț (Porzana porzana), ciocântors (Recurvirostra avosetta), mărăcinar (Saxicola rubetra), chiră de baltă (Sterna hirundo), chiră mică (Sternula albifrons), chiră de mare (Thalasseus sandvicensis), fluierar de mlaștină (Tringa glareola), Zapornia parva, Zapornia pusilla
- reptile (2): Caretta caretta, Emys trinacris

Pe lângă speciile protejate, pe teritoriul sitului au mai fost identificate 16 specii de plante, 3 specii de păsări, 3 specii de amfibieni, 5 specii de mamifere, 15 specii de nevertebrate, 5 specii de reptile.